# Tomszki járás
A Tomszki járás (oroszul Томский район) Oroszország egyik járása a Tomszki területen. Székhelye Tomszk.

## Népesség
- 1989-ben 92 340 lakosa volt.
- 2002-ben 85 888 lakosa volt.
- 2010-ben 68 652 lakosa volt.